# Hegemony
Hegemony — серия компьютерных стратегических игр, разработанная канадской студией Longbow Games (Торонто, Онтарио). В играх сочетаются историческая глобальная стратегия с сражениями в реальном времени на единой карте. Название ссылается на концепцию гегемонии, то есть политического, экономического или военного превосходства или контроля одного государства над другими.

## Игровой процесс
Игры вращаются вокруг управления империей, завоеваний и управления ресурсами. Игрок может увеличивать и уменьшать масштаб в любое время между стратегической 2D-картой и 3D-тактической картой, в то время как игра будет развиваться (с возможностью паузы) в реальном времени. Уникальной механикой является создание цепочек поставок, которые соединяются с центрами снабжения через инфраструктуру игрока, обеспечивая таким образом поставки для их армий. Помимо исторических сценариев кампаний (например, Филиппа Македонского, Юлия Цезаря, Пирра Эпирского), в играх есть режим песочницы, цель которого - собрать «очки гегемонии». Победа может быть достигнута за счет сочетания культурного, военного и экономического превосходства.
В Hegemony Gold кампания подробно рассказывает о возвышении Филиппа Македонского, отца Александра Великого, который работает над созданием македонской силы, способной победить Персидскую империю. Hegemony Rome: Rise of Caesar, как следует из названия, подробно описывает восхождение Юлия Цезаря во время Галльских войн. Гегемония Рим предоставила возможность строить полевые лагеря и устанавливать укрепленные мосты, чтобы обезопасить заливы и действовать в качестве передовых баз. Hegemony Rome уделяла гораздо больше внимания быстрой кампании и крупным сражениям, которые часто были отличительной чертой Галльских войн. В Hegemony III песочница занимает центральное место, и миссии появляются органично с течением времени, а не как часть установленного исторического повествования.

## Игры серии
- Hegemony Gold: Wars of Ancient Greece
- Hegemony Rome: The Rise of Caesar
- Hegemony III: Clash of the Ancients

## Ссылка
- Официальный сайт игры Hegemony Gold
- Официальный сайт игры Hegemony Rome
- Официальный сайт игры Hegemony III
- Cерия на Reddit